# Слоупно (край Высочина)
Слоупно (чеш. Sloupno, бывш. нем. Slaupno) — муниципалитет в центре Чешской Республики, в крае Высочина. Входит в состав района Гавличкув-Брод.
Один из самых малонаселённых муниципалитетов Чехии.

## География
Расположен на расстоянии 7,5 км по автодорогам к северо-востоку от города Хотеборж, в 23,5 км по автодорогам к северо-востоку от Гавличкув-Брода и в 49,5 км по автодорогам к северо-востоку от центра края — города Йиглава.
Граничит с муниципалитетами Бездеков (с запада), Либице-над-Дубравоу (с севера), Славиков (с северо-востока) и Подмоклани (с юго-востока).
Связан автобусным сообщением с городом Хотеборж.
В восточной части муниципалитета имеется каменный карьер.

## Достопримечательности
- Небольшая звонница.

## История
Впервые упоминается в 1556 году, до 1848 года деревня принадлежала имению Студенец.
С 1950-х по 1976 годы был частью муниципалитета Бездеков-у-Либице-над-Дубравоу, затем до 1990 года — муниципалитета Либице-над-Дубравоу, в остальное время — самостоятельный муниципалитет.

### Изменение административного подчинения
- 1850 год — Австрийская империя, Богемия, край Пардубице, политический и судебный район Хотеборж;
- 1855 год — Австрийская империя, Богемия, край Часлав, судебный район Хотеборж;
- 1868 год — Австро-Венгрия, Цислейтания, Богемия, край Кутна-Гора, политический и судебный район Хотеборж[8];
- 1920 год — Чехословацкая Республика, Пражская жупания[чеш.], политический и судебный район Хотеборж;
- 1928 год — Чехословацкая Республика, Чешская земля, политический и судебный район Хотеборж;
- 1939 год — Протекторат Богемии и Моравии, Богемия, округ Немецкий Брод, политический и судебный район Хотеборж[9];
- 1945 год — Чехословацкая Республика, Чешская земля, административный и судебный район Хотеборж[10];
- 1949 год — Чехословацкая республика, Пардубицкий край, район Хотеборж[11];
- 1960 год — ЧССР, Восточно-Чешский край, район Гавличкув-Брод;
- 2003 год — Чехия, край Высочина, район Гавличкув-Брод, ОРП Хотеборж.

## Политика
На муниципальных выборах 2018 года выбрано 7 депутатов муниципального совета из 7 кандидатов списка «За развитие общины Слоупно».

## Население
| Год  | Численность | Численность |
| ---- | ----------- | ----------- |
| 1869 | 143         | [ 13 ]      |
| 1880 | 118         | [ 13 ]      |
| 1890 | 126         | [ 13 ]      |
| 1900 | 161         | [ 13 ]      |
| 1910 | 166         | [ 13 ]      |
| 1921 | 173         | [ 13 ]      |
| 1930 | 149         | [ 13 ]      |
| 1950 | 117         | [ 13 ]      |
| 1961 | 113         | [ 13 ]      |
| 1970 | 102         | [ 13 ]      |
| 1980 | 81          | [ 13 ]      |
| 1991 | 55          | [ 13 ]      |
| 2001 | 44          | [ 13 ]      |
| 2011 | 51          | [ 13 ]      |
| 2014 | 45          | [ 14 ]      |
| 2016 | 43          | [ 15 ]      |
| 2017 | 42          | [ 16 ]      |
| 2018 | 40          | [ 17 ]      |
| 2019 | 39          | [ 18 ]      |
| 2020 | 38          | [ 19 ]      |
| 2021 | 38          | [ 20 ]      |
| 2022 | 40          | [ 21 ]      |
| 2023 | 42          | [ 22 ]      |
| 2024 | 41          | [ 23 ]      |
| 2025 | 46          | [ 3 ]       |

По переписи 2011 года в деревне проживал 51 житель (из них 29 чехов и 22 не указавших национальность, в 2001 году — 100 % чехов), из них 29 мужчин и 22 женщины (средний возраст — 43,2 года).
Из 41 человека старше 14 лет 11 имели базовое (в том числе неоконченное) образование, 27 — среднее, включая учеников (из них 9 — с аттестатом зрелости), 1 — высшее (магистр).
Из 51 человека 18 были экономически активны (в том числе 1 безработный и 1 женщина в декретном отпуске), 31 — неактивны (18 неработающих пенсионеров, 1 рантье, 5 иждивенцев и 7 учащихся).
Из 17 работающих 9 работали в промышленности, по 2 — в сельском хозяйстве и в строительстве, по 1 — в торговле и авторемонте, в транспортно-складской отрасли, на госслужбе и в здравоохранении.